# Julija Starija
Julija Starija (lat. Iulia Maior), (?, 39. pr. Kr. – Regij, danas Reggio di Calabria, 14. po Kr.), jedina kći rimskog cara Augusta.
Tri puta se udavala, prvi put za Marka Klaudija Marcela (sina Gaja Klaudija Marcela Mlađeg i Augustove sestre Oktavije Mlađe), drugi put za Marka Vipsanija Agripu, a treći put za Livijina sina Tiberija. Ubrzo nakon razdvajanja od Tiberija biva uhićena zbog preljuba, razvratnosti i sudjelovanja u zavjeri. August je šalje u progonstvo na otok Pandateriju (danas Ventotene), gdje ju je smjela posjećivati samo majka Skribonija. Dolaskom na vlast, Tiberije joj zabranjuje posjete i napuštanje kuće, te je umrla od gladi. Većina povijesnih izvora opisuje ju kao osobu bez morala, dok pojedini ističu njezinu plemenitost, inteligenciju i iznimnu ljepotu.